# Caisse d’Épargne (Wassy)

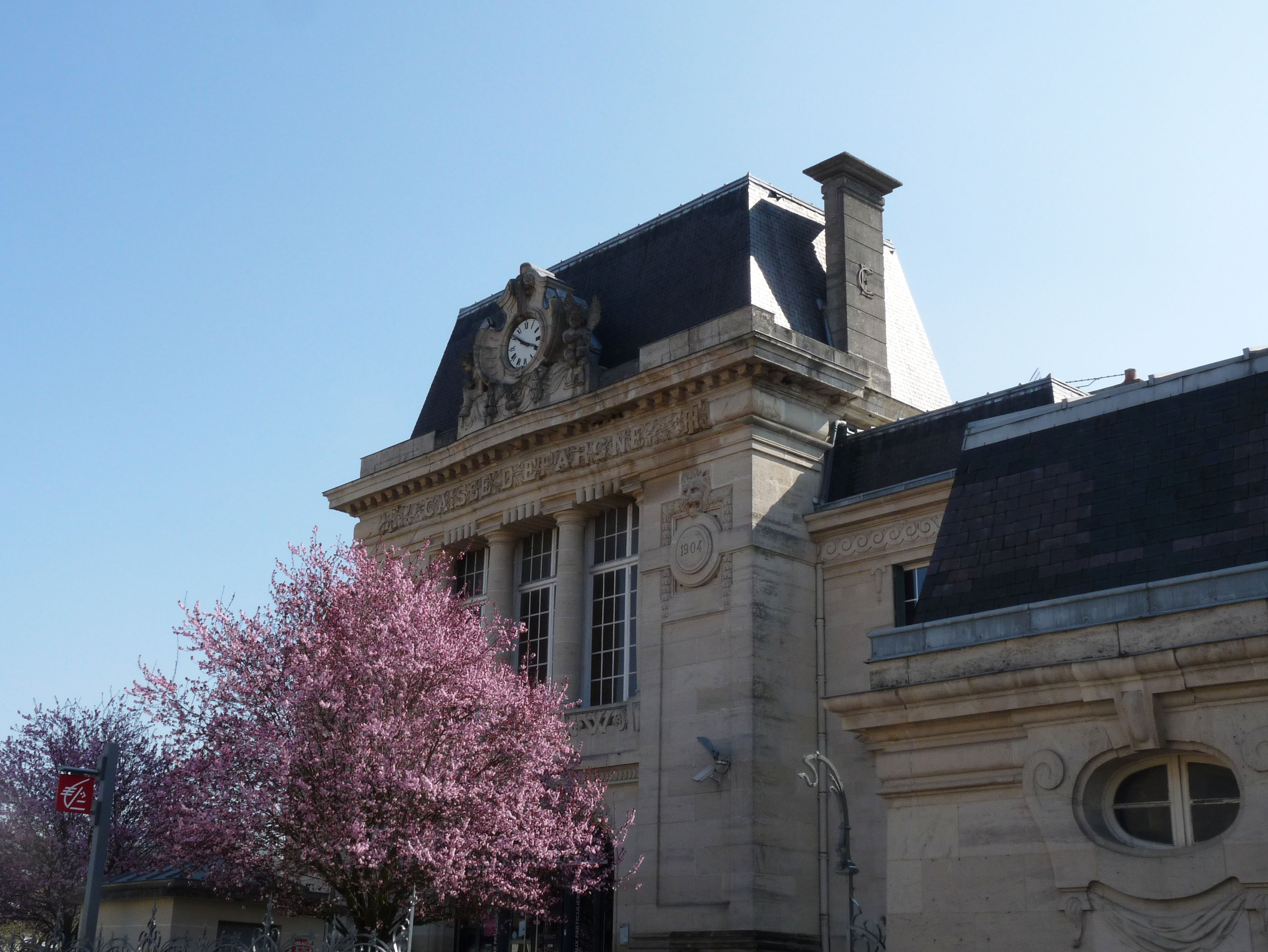
Caisse d’Épargne in Wassy

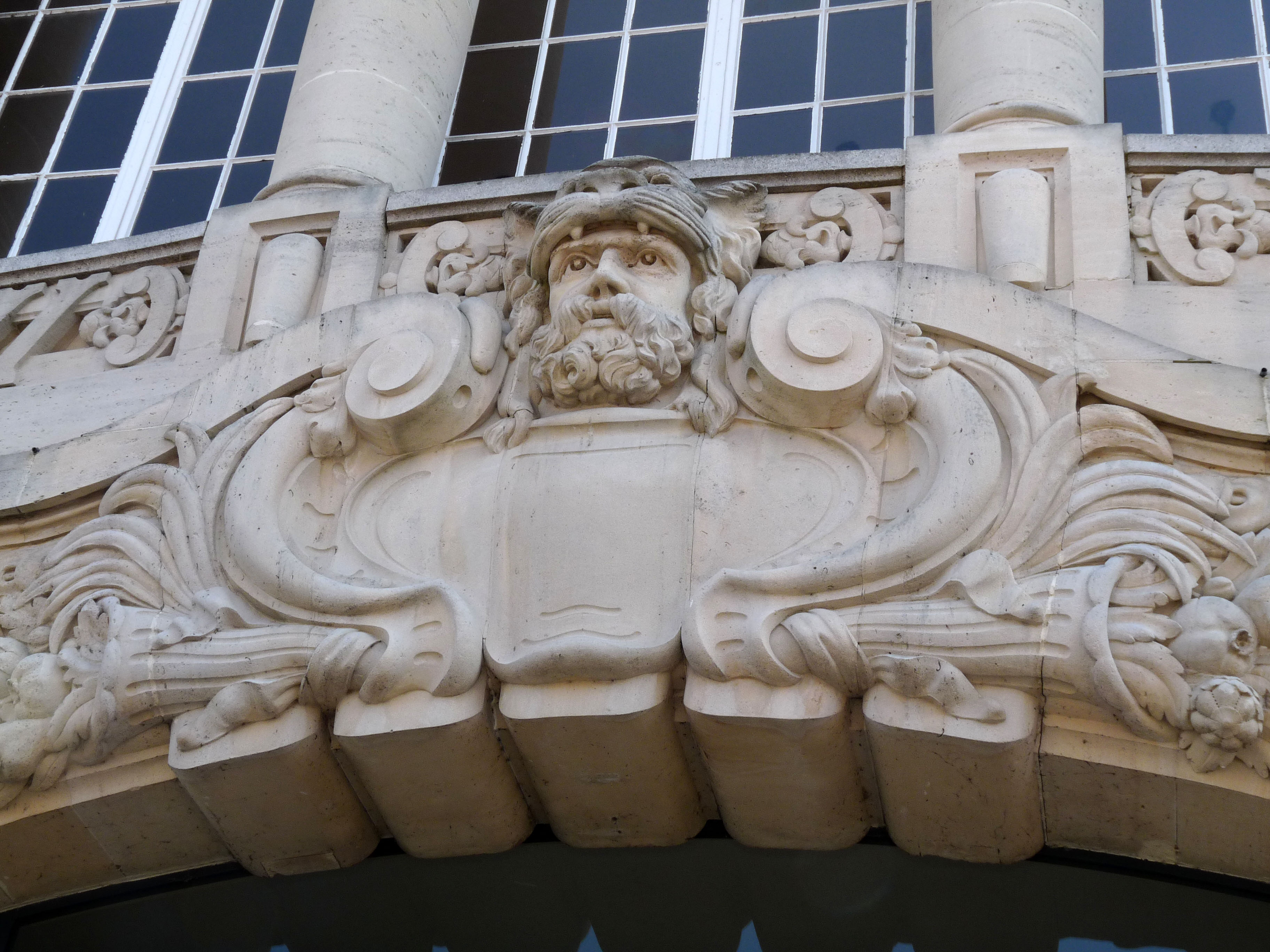
Dekor an der Fassade: Herkulesbüste

Das Gebäude der Caisse d’Épargne (dt. Sparkasse) in Wassy, einer französischen Gemeinde im Département Haute-Marne in der Region Grand Est, wurde 1904 fertiggestellt. Das Bankgebäude befindet sich an der Rue du Général Leclerc Nr. 31.

## Geschichte
Im Jahr 1837 wurde die Sparkasse für das Arrondissement Wassy gegründet. Sie hatte ihren Sitz in der Sous-préfecture. Die Ausschreibung für den Neubau des Sparkassengebäudes gewann im Jahr 1902 der Pariser Architekt Émile Robert. 

## Beschreibung
Der Haupteingang wird über eine breite Freitreppe erschlossen. Der Bogen des Portals ist mit einer Herkulesbüste geschmückt. Im Inneren sind noch die originalen Wandvertäfelungen, Türen und Fenster der Entstehungszeit erhalten.
Das Grundstück wird von einem schmiedeeisernen Gitter im Stil des Art nouveau eingefasst. 